# Baskija (autonomna zajednica)
Ovo je članak o španjolskoj autonomnoj zajednici Baskiji. Za širi pojam ovog termina pogledajte članak Baskija. Za francuski dio Baskije pogledajte članak Sjeverna Baskija.
Baskija ili Euskadi (špa. País Vasco ili Euskadi, bas. Euskal Autonomia Erkidegoa), španjolska je autonomna zajednica. Dio je većeg teritorija koji nazivamo također Baskija i u kojem prebivaju ili su u prošlosti prebivali Baski.
Smještena je na krajnjem sjeveru Španjolske, na obali Atlantskog oceana, a na sjeveru graniči s Francuskom, na jugu s La Riojom i Kastiljom i Leónom, na zapadu s Kantabrijom i na istoku s Navarom. 
Baskija je danas u svom Statutu priznata kao nacija. Sastoji se od triju provincije: Álava (bas. Araba), Guipúzcoa (bas. Gipuzkoa) i Vizcaya (bas. Bizkaia). 
Baskija ima ukupnu površinu od 7.234 km² te 2.124.846 stanovnika, s prosječnom gustoćom naseljenosti od 292,4 stan./km². Glavni je grad Vitoria-Gasteiz, u provinciji Álava, gdje je sjedište baskijskog Parlamenta i Vlade. Veći gradovi su i: Bilbao i San Sebastián.
Baskija je dvojezična. Govori se španjolskim jezikom, ali oko 45% stanovnika govori još i baskijskim (euskara), koji za razliku od ostalih iberskih jezika ne potječe od latinskog, i jedan je od najstarijih jezika u Europi. Oba su jezika službena u Baskiji.
Himna Baskije je Eusko Abendaren Ereserkia.